# Benno Adam
Pour les articles homonymes, voir Adam (homonymie).
Benno Rafael Adam (né le 15 juillet 1812 à Munich, mort le 8 mars 1892 à Kelheim) est un peintre animalier allemand. Il appartient à l'école du lac de Chiem (de).
Benno Adam est le fils aîné du peintre munichois Albrecht Adam. Son œuvre se caractérise par des représentations de scènes de chasse, de gibier et de chiens de chasse (chasse au chevreuil, au renard, au sanglier) dans des compositions riches en personnages.
À l'été 1834, il épouse Josepha Quaglio, fille aînée du peintre architecte Domenico Quaglio. Son fils Emil Adam est aussi un peintre. Les frères de Benno Adam sont aussi des peintres : Franz, Eugen et Julius.

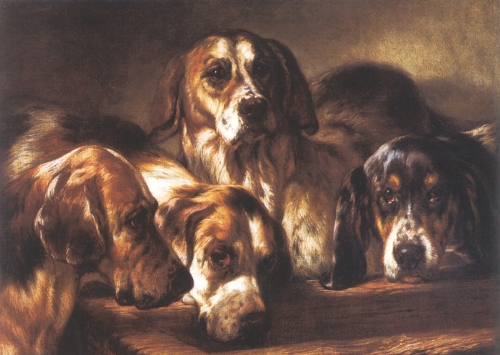
Chiens français, 1858.
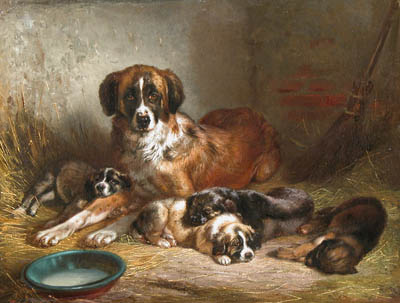
Bouvier bernois et ses petits, 1862.
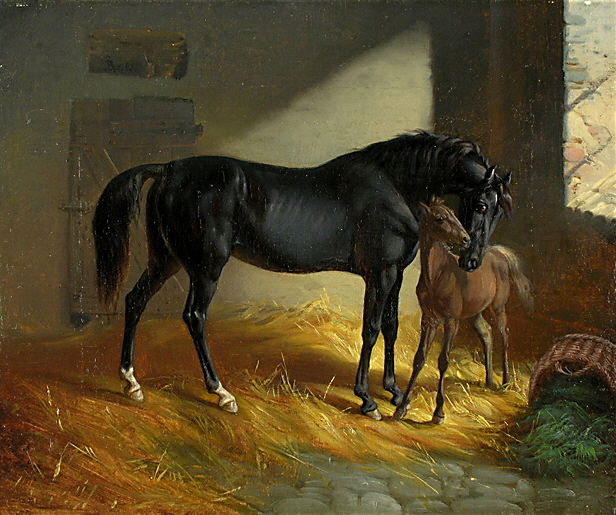
Cheval et poulain à l'écurie.
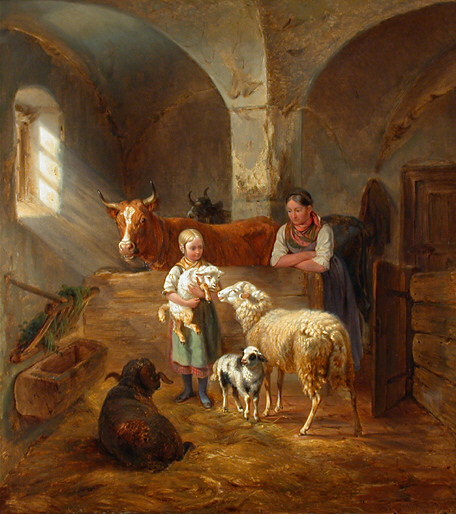
Étable.
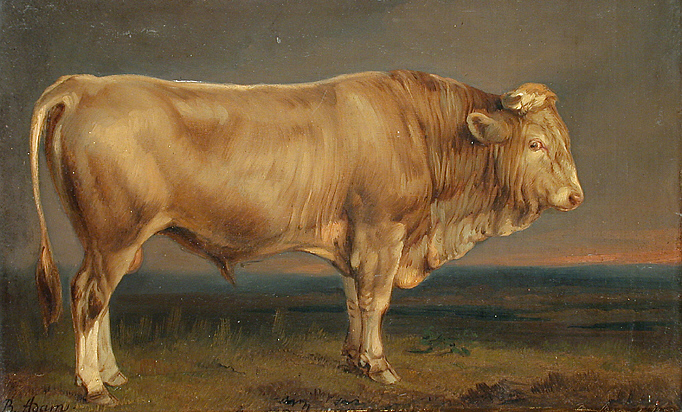
Bœuf.